# Championnats d'Europe juniors d'athlétisme 2023
Navigation
2021 2025
La 27e édition des championnats d'Europe juniors d'athlétisme se déroule au Givat Ram Stadium à Jérusalem, en Israël, du 7 au 10 août 2023.

## Résultats

### Hommes
| Épreuves                            | Or                                                                            | Argent                                                                             | Bronze                                                                               |
| ----------------------------------- | ----------------------------------------------------------------------------- | ---------------------------------------------------------------------------------- | ------------------------------------------------------------------------------------ |
| 100 m (vent : + 0.6 m/s)            | Marek Zakrzewski 10 s 25 NU20R                                                | Isak Hughes 10 s 31                                                                | Sean Anyaogu 10 s 34                                                                 |
| 200 m (vent : + 1.0 m/s)            | Marek Zakrzewski 20 s 63 PB                                                   | Timo Spiering 20 s 97 PB                                                           | Daniele Groos 21 s 01 PB                                                             |
| 400 m                               | Jónas Gunnleivsson Isaksen 45 s 86 NU20R                                      | Charlie Carvell 46 s 08                                                            | Maksymilian Szwed 46 s 31                                                            |
| 800 m                               | Jakub Dudycha 1 min 46 s 76                                                   | Ramon Wipfli 1 min 47 s 20                                                         | Thomas Marques de Andrade 1 min 47 s 29                                              |
| 1 500 m                             | Niels Laros 3 min 56 s 78                                                     | Kevin Kamenschak 3 min 59 s 73                                                     | Ondřej Gajdoš 4 min 0 s 98                                                           |
| 3 000 m                             | Jonathan Grahn 8 min 44 s 67                                                  | Nicholas Griggs 8 min 45 s 69                                                      | Bradely Giblin 8 min 47 s 26                                                         |
| 5 000 m                             | Niels Laros 14 min 11 s 82                                                    | Jonathan Grahn 14 min 12 s 73                                                      | Kevin Kamenschak 14 min 15 s 02                                                      |
| 110 mètres haies (vent : + 1.2 m/s) | Enzo Diessl 50 s 02 NU20R                                                     | Rasmus Vehmaa 13 s 23 NU20R                                                        | Sisínio Ambriz 13 s 29 NU20R                                                         |
| 400 mètres haies                    | Jere Haapalaien 13 s 12                                                       | Antti Sainio 50 s 19 PB                                                            | Anouar Bourahla 50 s 33 PB                                                           |
| 3 000 m steeple                     | Sergio Del Barrio 8 min 46 s 81                                               | Pierre Boudy 8 min 47 s 04                                                         | Ferenc Soma Kovacs 8 min 47 s 50 PB                                                  |
| 4 × 100 m                           | Suisse Jonathan Gou Gomez Joël Csontos Mathieu Chèvre Manuel Gerber 39 s 87   | Pays-Bas Lorenzo Speear Timo Spiering Jozuah Revierre Jamie Sesay 40 s 14          | Allemagne Milian Zirbus Heiko Gussmann Vincent Herbst Ivo Ziebold 40 s 15            |
| 4 × 400 m                           | Royaume-Uni Charlie Carvell Jake Minshull David Race Sam Lunt 3 min 6 s 89 SB | Allemagne Florian Kroll Louis Quarata Malik Skupin-Alfa Elija Ziem 3 min 7 s 75 SB | France Felix Levasseur Milann Klemenic Amaury Guillard Allan Lacroix 3 min 7 s 97 SB |
| 10 000 m marche                     | Frederick Weigel 41 min 53 s 58 PB                                            | Hayrettin Yildiz 42 min 13 s 78 SB                                                 | Giuseppe Disabato 42 min 45 s 99 PB                                                  |
| Saut en hauteur                     | Melwin Lycke Holm 2,18 m =PB                                                  | Edoardo Stronati 2,18 m                                                            | Róbert Ruffíni 2,15 m PB                                                             |
| Saut à la perche                    | Simone Bertelli 5,40 m                                                        | Valentin Imsand 5,40 m                                                             | Erdem Tilki 5,30 m NU20R                                                             |
| Saut en longueur                    | Mattia Furlani 8,23 m CR                                                      | Bojidar Sarăboyoukov 8,22 m NU20R                                                  | Nikita Masliuk 7,97 m                                                                |
| Triple saut                         | Viktor Morozov 16,45 m                                                        | Bojidar Sarăboyoukov 16,25 m PB                                                    | Lâchezar Vâlchev 16,16 m PB                                                          |
| Lancer du poids                     | Lasse Schulz 20,21 m                                                          | Lukas Schober 19,73 m                                                              | Dimitrios Antonatos 19,31 m PB                                                       |
| Lancer du disque                    | Mykhailo Brudin 68,00 m WU20L                                                 | Jan Svozil 59,93 m                                                                 | Yannick Rolvink 59,86 m PB                                                           |
| Lancer du marteau                   | Max Lampinen 79,72 m WU20L                                                    | Iosif Kesidis 77,73 m                                                              | Miklós Csekő 76,87 m                                                                 |
| Lancer du javelot                   | György Herczeg 79,45 m                                                        | Max Dehning 78,07 m SB                                                             | Michael Allison 72,44 m                                                              |
| Décathlon                           | Amadeus Gräber 8 209 pts WU20L                                                | Matthias Lasch 8 052 pts NU20R                                                     | Andrin Huber 8 009 pts NU20R                                                         |

### Femmes
| Épreuves                            | Or                                                                               | Argent | Bronze                                                                                                   |
| ----------------------------------- | -------------------------------------------------------------------------------- | --- | --- |
| 100 m (vent : + 2.0 m/s)            | Joy Eze 11 s 39                                                                  | Renee Regis 11 s 40                                                                                           | Anna Luca Kocsis 11 s 55 (.547)                                                                          |
| 200 m (vent : + 1.5 m/s)            | Nora Lindahl 23 s 26 (.252)                                                      | Alexa Sulyán 23 s 26 (.260)                                                                                   | Success Eduan 23 s 34                                                                                    |
| 400 m                               | Lurdes Gloria Manuel 51 s 94                                                     | Alexe Deau 52 s 53 PB                                                                                         | Myrte van der Schoot 52 s 85 NU20R                                                                       |
| 800 m                               | Audrey Werro 2 min 3 s 38                                                        | Abigaïl Ives 2 min 5 s 89                                                                                     | Dilek Koçak 2 min 6 s 21                                                                                 |
| 1 500 m                             | Dilek Koçak 4 min 16 s 86 SB                                                     | Sofia Thøgersen 4 min 17 s 08                                                                                 | Natálie Millerová 4 min 18 s 92 PB                                                                       |
| 3 000 m                             | Agate Caune 8 min 53 s 20                                                        | Zuzanna Wiernicka 9 min 21 s 40 PB                                                                            | Sofia Benfares 9 min 25 s 42                                                                             |
| 5 000 m                             | Agate Caune 15 min 3 s 85 CR                                                     | Kira Weis 15 min 50 s 36 PB                                                                                   | Sofia Thogersen 15 min 53 s 08                                                                           |
| 100 mètres haies (vent : + 0.5 m/s) | Rosina Schneider 13 s 06 EU20L                                                   | Valérie Guignard 13 s 23 PB                                                                                   | Lia Flotow 13 s 32 =PB                                                                                   |
| 400 mètres haies                    | Moa Granat 56 s 58                                                               | Olha Mashanienkova 56 s 83                                                                                    | Alexandra Stefaniaia UsĂ 57 s 02                                                                         |
| 3 000 m steeple                     | Karolína Jarošová 10 min 4 s 57 NU20R                                            | Adia Budde 10 min 7 s 34                                                                                      | Vasiliki Kallimogianni 10 min 8 s 44 NU20R                                                               |
| 4 × 100 m                           | Allemagne Nele Jaworski Chelsea Kadiri Rosine Schneider Houx Okuku 43 s 82 EU20L | Royaume-Uni Renée Régis Sophie Valton Joie Eze Success Eduan 43 s 86 SB                                       | Tchéquie Hana Blazkova Terezie Taborska Nikola Musilova Adela Tkacova 44 s 68 SB                         |
| 4 × 400 m                           | France Alexe Deau Méta Tumba Maëlle Mayner Benedetta Kouakou 3 min 33 s 31 EU20L | Pays-Bas Maud Van Sintmaartensdjik Britt De Blaauw Madelief Van Leur Myrte van der Schoot 3 min 33 s 33 NU23R | Tchéquie Karolina Mitanova Kateřina Matouskova Terezie Taborska Lurdes Gloria Manuel 3 min 34 s 84 NU20R |
| 10 000 m marche                     | Sofía Santacreu 45 min 59 s 76 PB                                                | Giulia Gabriele 46 min 56 s 73                                                                                | Ana Delahaie 47 min 11 s 09 PB                                                                           |
| Saut en hauteur                     | Angelina Topić 1,90 m                                                            | Elisabeth Pihela 1,88 m                                                                                       | Joana Herrmann 1,86 m PB                                                                                 |
| Saut à la perche                    | Sara Winberg 4,25 m PB                                                           | Rugile Miklyciute 4,15 m NU20R                                                                                | Génial Nnachi 4,15 m                                                                                     |
| Saut en longueur                    | Elizabeth Ndudi 6,54 m NU20R                                                     | Plamena Mitkova 6,54 m =SB                                                                                    | Laura Raquel Müller 6,51 m PB                                                                            |
| Triple saut                         | Oleksandra Chernukha 13,63 m PB                                                  | Teodora Boberić 13,50 m                                                                                       | Aleksandrija Mitrović 13,40 m                                                                            |
| Lancer du poids                     | Nina Chioma Ndubuisi 17,97 m WU20L                                               | Zuzanna Maślana 16,90 m                                                                                       | Chantal Rimke 15,55 m PB                                                                                 |
| Lancer du disque                    | Curly Brown 53,93 m                                                              | Milina Wepiwé 53,83 m                                                                                         | Lea Bork 53,46 m                                                                                         |
| Lancer du marteau                   | Valentina Savva 64,69 m                                                          | Jada Julien 62,92 m                                                                                           | Jázmin Csatári 62,47 m                                                                                   |
| Lancer du javelot                   | Adriana Vilagos 58,38 m                                                          | Veronika Sokota 55,41 m                                                                                       | Fanni Kover 53,09 m                                                                                      |
| Heptathlon                          | Sandrina Sprengel 5 928 pts                                                      | Pia Meßing 5 790 pts                                                                                          | Marie Dehning 5 698 pts PB                                                                               |